# Municipio de Sadorus
El municipio de Sadorus (en inglés: Sadorus Township) es un municipio ubicado en el condado de Champaign en el estado estadounidense de Illinois. En el año 2010 tenía una población de 967 habitantes y una densidad poblacional de 9,84 personas por km².

## Geografía
El municipio de Sadorus se encuentra ubicado en las coordenadas 39°55′51″N 88°23′49″O / 39.93083, -88.39694. Según la Oficina del Censo de los Estados Unidos, el municipio tiene una superficie total de 98.29 km², de la cual 98,15 km² corresponden a tierra firme y (0,14 %) 0,14 km² es agua.

## Demografía
Según el censo de 2010, había 967 personas residiendo en el municipio de Sadorus. La densidad de población era de 9,84 hab./km². De los 967 habitantes, el municipio de Sadorus estaba compuesto por el 96,9 % blancos, el 0,83 % eran afroamericanos, el 0,31 % eran asiáticos y el 1,96 % eran de una mezcla de razas. Del total de la población el 0,83 % eran hispanos o latinos de cualquier raza.